# Rishöjdbergsfältet
Rishöjdbergsfältet är ett gruvfält för järnmalmsbrytning i Hjulsjö socken i Hällefors kommun.
I området har det bedrivits bergsbruk åtminstone sedan 1600-talet som en del av Nora och Hjulsjö bergslag. Rishöjdsbergsgruvorna upptogs 1893 och bröts sedan till 1919, då den dåvarande ägaren AB Stjernfors-Ställdalen lade ned driften. Kvar idag finns fem gruvhål, sex-sju husgrunder, åkerytor, skärpningar, ett förfallet hus med spismur, olika betongfundament samt skrotsten och en krosstensvarphög.
År 1897 bröts här 15 695 ton järnmalm.